# 尼克·斯坎多内
尼克·斯坎多内（義大利語：Nick Scandone，1966年3月4日—2009年1月2日），美国男子帆船运动员。他曾代表美国参加2008年夏季残疾人奥林匹克运动会帆船比赛，获得SKUD18级双人龙骨艇公开级金牌。